# Ylimmäinen Suoltijoki (vattendrag, lat 67,32, long 29,29)
Ylimmäinen Suoltijoki är ett vattendrag i Finland.   Det ligger i landskapet Lappland, i den norra delen av landet, 800 km norr om huvudstaden Helsingfors.